# Левада (заказник)
Левада — ландшафтний заказник місцевого значення. Оголошений відповідно до Рішення Вінницького облвиконкому від 25.10.1990 р. №263
За фізико-географічним районуванням України ця територія належить до Бершадського району області Подільського Побужжя Дністровсько-Дніпровської лісостепової провінції Лісостепової зони. Характерним для цієї ділянки є лісовий і лучний остепнений ландшафт річкової заплави, з геоморфологічної точки зору описувана територія являє  собою заплавну терасу алювіальної акумулятивної рівнини.
Клімат території є помірно континентальним. Для нього характерне тривале, нежарке літо, і порівняно недовга, м'яка зима. Середня температура січня становить -5,5°...-б°С, липня +19,5°...+20°С. Річна кількість опадів складає 530–475 мм.
За геоботанічним районуванням України ця територія належить до Європейської широколистяної області, Подільсько-Бесарабської провінції, Вінницького (Центральноподільського) округу.
Територія заказника є мальовничим ландшафтом з каскадом ставків, штучно створеними на р. Сура. Схили засаджені протиерозійними насадженнями.
Між ставками утворилося болото. Тут в рослинному покриві переважають у групування високотравних - рогозу широколистого і очерету. В комплексі з ними зустрічаються осокові угрупування з осоки стрункої та омської, а також аіру. По долині розкидані кущі верби попелястої, зростає поодинока вільха.
Флора болота типова для високотравних боліт Лісостепу — тут зустрічаються комиш лісовий, плакун верболистий, вербозілля звичайне, чистець болотний. В трав'яному покриві лісів зустрічаються фіалка запашна, підсніжник та інші види.
З водоймах водяться ондатра, черепаха; крім того, ссавці представлені лисицями, зайцями. З птахів зустрічаються очеретянка, сіра чапля, дикі качки, болотна курочка, кулички. З іхтіофауни — карась, короп та інші.